# PRIDE.10
PRIDE.10（プライド・テン）は、日本の総合格闘技イベント「PRIDE」の大会の一つ。2000年8月27日、埼玉県所沢市の西武ドームで開催された。海外PPVでの大会名は、「PRIDE 10: Return of the Warriors」。

## 大会概要
メインイベントに出場した桜庭和志はヘンゾ・グレイシーを相手にチキンウィング・アームロックで一本勝ちを収めた。
K-1で活躍していた佐竹雅昭がPRIDEでの3試合目で初勝利を挙げた。
新日本プロレスの石澤常光（ケンドー・カシン）がハイアン・グレイシーにTKO負けを喫した。

## 試合結果
第1試合 PRIDEルール 10分2R
○  ビクトー・ベウフォート vs.  松井大二郎 ×
2R終了 判定6-0
第2試合 PRIDEルール 10分2R
○  ヴァンダレイ・シウバ vs.  ガイ・メッツァー ×
1R 3:45 KO（スタンドパンチ連打）
第3試合 PRIDEルール 10分2R
○  リコ・ロドリゲス vs.  ジャイアント落合 ×
1R 6:04 フロントチョーク
第4試合 PRIDEルール 10分2R
○  ギルバート・アイブル vs.  ゲーリー・グッドリッジ ×
1R 0:28 KO（左ハイキック）
第5試合 PRIDEルール 10分2R
○  マーク・ケアー vs.  ボリショフ・イゴリ ×
1R 2:06 ネックロック
第6試合 PRIDEルール 10分2R
○  イゴール・ボブチャンチン vs.  エンセン井上 ×
1R終了時 TKO（ドクターストップ）
第7試合 PRIDEルール 10分2R
○  佐竹雅昭 vs.  村上一成 ×
1R 6:58 TKO（レフェリーストップ：マウントパンチ）
第8試合 PRIDEルール 10分2R
○  藤田和之 vs.  ケン・シャムロック ×
1R 6:46 TKO（タオル投入）
第9試合 PRIDEルール 10分2R
○  ハイアン・グレイシー vs.  石澤常光 ×
1R 2:16 TKO（レフェリーストップ：スタンドパンチ連打）
第10試合 PRIDEルール 10分2R
○  桜庭和志 vs.  ヘンゾ・グレイシー ×
2R 9:43 TKO（レフェリーストップ：チキンウィング・アームロック）